# روبي كور
روبي كور (ولدت في 4 أكتوبر 1992)، شاعرة ورسامة توضيحية ومصورة ومؤلفة كندية. وُلدت كور في البنجاب بالهند، وهاجرت إلى كندا في سن مبكرة مع عائلتها. بدأت في تقديم الشعر عام 2009 ودخلت عالم الشهرة بفضل إنستغرام، وأصبحت في النهاية «شاعرة إنستغرام» من خلال مجموعاتها الشعرية الثلاث.
نشرت كور سلسلة من الصور على إنستغرام في مارس 2015 كجزء من مشروعها الجامعي للتصوير الفوتوغرافي، وصورت نفسها ببقع دم الحيض على ملابسها وملاءات سريرها. أزال إنستغرام الصورة، وردت كور على ذلك بكتابتها نقدًا لأفعال الشركة والذي انتشر بشدة. جذب شعر كور نتيجة الحادثة مزيدًا من الانتباه، وأعيد طبع مجموعتها الأولى المنشورة ذاتيًا حليب وعسل (2014)، لتحقق نجاحًا تجاريًا واسع النطاق.
أقلقها نجاح مجموعتها الأولى حليب وعسل، إذا واجهت صعوبة في كتابة عملها اللاحق الشمس وأزهارها (2017). شعرت بالإرهاق عند إطلاق المجموعة، لكنها سرعان ما هدأت. أثّرت رغبتها في ضغط أقل بما يخص النجاح التجاري على مجموعتها الثالثة هوم بودي (2020)، كاستجابة جزئية لجائحة كوفيد-19. واعتُبر عملها جزءًا من مجموعة «شعر الإنستغرام»، وكان مبسطًا ومستكشفًا هوية جنوب آسيا والهجرة والأنوثة، إذ استلهمت من طفولتها وحياتها الشخصية. تصاحب الرسومات الخطية شعرها بموضوعات صارخة.
قورنت شعبيتها بشعبية نجوم البوب، وأُشيد بتأثيرها على المشهد الأدبي الحديث، على الرغم من أن شعر كور قد حظي باستقبال نقدي متنوع وخضع لمحاكاة ساخرة متكررة، وقد لاحقتها ادّعاءات سرقة أدبية من قبل زملائها «شعراء الإنستغرام». أُدرجت كور في قوائم تهنئة نهاية العام من قبل بي بي سي ومجلة إل، وقد وصفتها ذا نيو ريببلك جدليًا «بكاتبة العقد».

## النشأة
ولدت كور في 4 أكتوبر عام 1992، لعائلة سيخية في البنجاب بالهند. وهاجرت في سن الثالثة مع والديها إلى كندا، هربًا من اضطهاد السيخ. كان والدها قد غادر قبلهم، بسبب جرائم الكراهية ضد رجال السيخ، ولم يكن حاضرًا أثناء ولادة كور. اعتاد إرسال المساعدات لأسرته نظرًا للضائقة المالية. عاشت كور مع والديها وأشقائها الصغار الثلاثة في شقة أرضية من غرفة نوم واحدة، حيث ناموا في نفس السرير. استقرت عائلتها أخيرًا في برامبتون في أونتاريو، ضمن جالية كبيرة من المغتربين من جنوب آسيا، وعمل والد كور كسائق شاحنة.
اعتاد والدها كتابة الشعر البنجابي لوالدتها عندما عاش في اليابان، وقد كانت بدورها رسامة. بدأت روبي كور ممارسة الرسم مثل والدتها في سن الخامسة، عندما أعطتها والدتها فرشاة الرسم وأجبرتها على ذلك. أرادت والدتها أن تغرس فيها هذا الفن لأنها كانت قريبة جدًا من الموطن. ذكرت كور أيضًا أن الشعر كان جانبًا ملازمًا لروحانيتها وحياتها اليومية: «جلس أبي لساعات في بعض الأمسيات، وأمضى ساعات لمجرد تحليل بيت شعري». شعرت كور خلال طفولتها بالإحراج من لهجة والدتها، وحاولت أن تنأى بنفسها. كانت كور واعية فيما يخص هويتها. أمضت أوقاتًا كثيرة بعيدةً عن والدتها، بسبب وضع عائلتها وثقافتها، ولا سيما عندما مرت بفترة الطمث، وتسبب ذلك مع إساءة المعاملة التي تعرضت لها في طفولتها بإصابتها بالوهن. أصبحت علاقتها بوالديها، ولا سيما والدتها، مضطربة في فترة المراهقة، إذ خاضت مجادلات واسعة حول الأنشطة المملة التي فسرتها كور لاحقًا على أنها نتيجة لرغبتهم في الحفاظ على ثقافتهم الأصلية.
شهدت خلال طفولتها تعرض أقاربها وأصدقائها للعنف المنزلي والإساءة الجنسية، وكذلك تعرض والديها للعنصرية، وذلك ما جعلها خجولة كما استنتجت لاحقًا. وقد طورت بيئتها ما اعتبرته «العيش بحالة نجاة دائمة».
أنشدت الكيرتان وأدت الموسيقى الهندية الكلاسيكية لسنوات. طمحت كور في أن تصبح رائدة فضاء أو عاملة اجتماعية أو مصممة أزياء، وتغيرت طموحاتها بشكل متكرر ومنعها والدها من دراسة تصميم الأزياء في الجامعة. أعربت عن اهتمامها بالمطالعة منذ صغرها، وكانت تؤنسها في وحدتها. كون اللغة الإنجليزية اللغة الثانوية لكور، فقد أعاق ذلك اهتماماتها، إذ بدأت تعليمها الابتدائي في سن العاشرة، واعتبرت أن انجذابها للكتب أقرب إلى الصداقة. بدأت في اكتساب الثقة والمهارات الاجتماعية في الصف الرابع.
دلّ نفور كور من اللغة الإنجليزية في البداية على أنها اعتادت الصمت لفترة من الوقت. شاركت خلال فترة المدرسة الإعدادية في «مسابقات الخطابة» وفازت بإحداها في الصف الرابع، مما ساعدها على المضي قدمًا والأمل، على الرغم من حالة العزلة والتعرض للتنمر. ذكرت أنها كانت هدفًا سهلًا للسخرية بسبب مظهرها الخارجي وضعفها. تعرضت كور لتعليقات مختلفة من والديها وأقرانها حول مظهرها. تحسنت ثقتها بنفسها بعد الصف السادس، وقادها كل من الكتابة والفن إلى «اكتشاف صوتها». شهدت أسوأ مراحلها التعليمية خلال المدرسة الثانوية، حيث عانت من الرعاية السامة بحسب وصفها. تراجعت هذه المشاعر بعد الابتعاد عن الأشخاص الذين وصفتهم «بالخطر الكبير عليها». وجدت في الشعر عزاء لها عندما تعاملت مع الوعي الذاتي، وقرأت لكل من أمريتا بريتام، ومايا أنجيلو، وروالد دال، ودكتور سوس، وجاي كي رولينج.
درست البلاغة والكتابة المهنية في جامعة واترلو. درّست فصول الكتابة الإبداعية لطلاب المدارس الثانوية والجامعات أثناء دراستها. وعند دراستها الشعر «تألمت من كل كلمة» إذ قالت: «توجب عليّ أن أستخدم قائمة الأدوات الأدبية التي أعطاني إياها أستاذي وأقلامي الملونة العشرة. كان الأمر أشبه بإجراء عملية جراحية على ذاك الشيء اللعين».

## الحياة المهنية

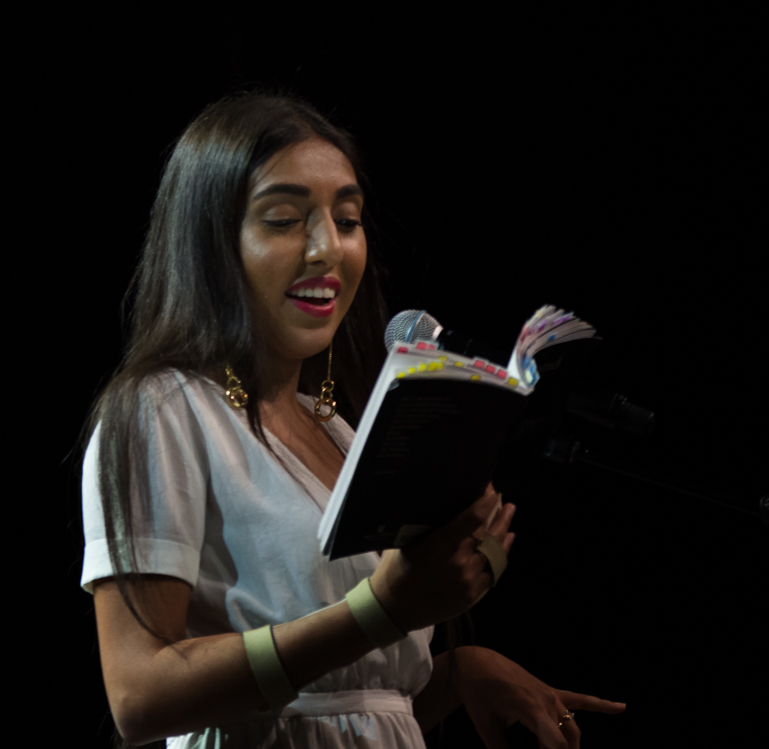
الشاعرة أثناء إلقاء في أمسية شعرية.

### أعمالها الأولى (2009-2013)
أدت كور الشعر لأول مرة في عام 2009. وعلى الرغم من أنها اعتبرت إلقاء الشعر «طبيعيًا للغاية» واصفة عرضها الأول بأنه «مثل عناق شديد» إلا أنها كانت تتلاعب بالورقة فوق وجهها، وتنسحب قبل أن يصفق الجمهور بسبب قلقها. تلقى شعرها في البداية استقبالًا فاترًا، وقيل لها إنها كانت عدوانية للغاية بالنسبة لأماكن معينة أو أنها تسببت في عدم راحة بعض الأشخاص. وقالت إن «كثيرًا ممن حولها قد اعتقدوا بدايةً أن الأمر سخيف تمامًا». بدأت كور الكتابة في محاولة للتعبير عن صدمتها الشخصية، بعد تركها علاقة مسيئة، مما أثر على قرارها بأداء الشعر: «أردت أن أجد صوتًا، لأنني كنت بلا صوت لفترة طويلة».
أصبحت كتاباتها في المرحلة الجامعية أكثر تعبيرية من ذي قبل، بعد أن كتبت سابقًا عن الفتيان الذين أحبتهم والتغيرات السياسية التي أرادت رؤيتها في العالم، ورغم اعترافها بجهلها بالموضوع، إلا أن قصائدها انتقدت في البداية الحكومة الكندية. لطالما اختلفت كور مع والديها بشأن قرارها في متابعة الشعر.
شاركت كور كتاباتها بشكل مجهول طوال دراستها في المدرسة الثانوية. واتخذت من اسم كور لقبًا لها لأنه وكما قالت: «كور اسم كل امرأة سيخية ساهمت في القضاء على النظام الطبقي في الهند، واعتقدت أنها ستكون مساهمةً في تمكين النساء لو وجدت أيّ كور شابة اسمها في متجر الكتب».
بدأت باستخدام اسمها الحقيقي بدءًا من عام 2013 على تامبلر، وقبل الانتقال إلى إنستغرام في عام 2014، حيث بدأت بإضافة رسوم توضيحية بسيطة. واكتسبت شعبية في ذلك الوقت، إذ بلغ عدد حضور عروضها 600 شخصًا في بعض الأحيان، واعتمدت حياتها المهنية- حتى الآن- على «التناقل الشفوي». تتناول قصيدتها الأولى على إنستغرام تعامل زوجة مع إدمان زوجها للكحول، إذ وصفت التجربة بأنها علاجية.